# Zawiercie
Zawiercie (německy: Warthenau) je město v Polsku ve Slezském vojvodství v okrese Zawiercie ve stejnojmenné městsko-vesnické gmině. Nachází se v Krakovsko-čenstochovské vrchovině nedaleko pramene řeky Warta. Město leží v blízkosti historického regionu Slezska, patří ale do Malopolska. V roce 1945 se stalo částí Katowického vojvodství (od roku 1999 se vojvodství přejmenovalo na Slezské). V roce 2023 zde žilo 46 106 obyvatel.

## Název
V minulosti bylo město také historicky známé pod jmény Zaveyurchy, Zavertse, Zavirtcha a Zavyerche.

## Administrativní dělení
Zawiercie má 21 městských částí:
| - Argentyna - Blanowice - Borowe Pole - Bzów - Centrum - Dąbrowica - Karlin - Kromołów - Łośnice - Marciszów - Miodowa | - Osiedle Piłsudskiego - Pomrożyce - Skarżyce - Stary Rynek - Stawki - Osiedle Szymańskiego - Osiedle Warty - Zuzanka - Zuzanka I - Żerkowice - Przyjaźń |

## Partnerská města
- Bornheim (Německo), od roku 2010
- Dolný Kubín (Slovensko)
- Ebensee (Rakousko), od roku 2000
- Kamenec Podolský (Ukrajina)
- Ponte Lambro (Itálie)
- San Giovanni la Punta (Itálie)